# Remilly-les-Pothées
Remilly-les-Pothées és un municipi francès situat al departament de les Ardenes i a la regió del Gran Est. L'any 2007 tenia 262 habitants.

## Demografia

### Població
El 2007 la població de fet de Remilly-les-Pothées era de 262 persones. Hi havia 92 famílies de les quals 20 eren unipersonals (12 homes vivint sols i 8 dones vivint soles), 28 parelles sense fills i 44 parelles amb fills.
La població ha evolucionat segons el següent gràfic:
Habitants censats

### Habitatges
El 2007 hi havia 103 habitatges, 93 eren l'habitatge principal de la família, 5 eren segones residències i 5 estaven desocupats. 99 eren cases i 4 eren apartaments. Dels 93 habitatges principals, 66 estaven ocupats pels seus propietaris, 22 estaven llogats i ocupats pels llogaters i 5 estaven cedits a títol gratuït; 1 tenia dues cambres, 12 en tenien tres, 23 en tenien quatre i 57 en tenien cinc o més. 43 habitatges disposaven pel capbaix d'una plaça de pàrquing. A 36 habitatges hi havia un automòbil i a 49 n'hi havia dos o més.

### Piràmide de població
La piràmide de població per edats i sexe el 2009 era:
| Homes | Edats   | Dones |
| ----- | ------- | ----- |
| 0     | 95 o +  | 0     |
| 4     | 90 a 94 | 0     |
| 0     | 85 a 89 | 0     |
| 0     | 80 a 84 | 0     |
| 4     | 75 a 79 | 4     |
| 8     | 70 a 74 | 4     |
| 0     | 65 a 69 | 8     |
| 0     | 60 a 64 | 0     |
| 8     | 55 a 59 | 4     |
| 0     | 50 a 54 | 8     |
| 12    | 45 a 49 | 12    |
| 8     | 40 a 44 | 8     |
| 12    | 35 a 39 | 4     |
| 0     | 30 a 34 | 12    |
| 8     | 25 a 29 | 4     |
| 8     | 20 a 24 | 4     |
| 8     | 15 a 19 | 4     |
| 20    | 10 a 14 | 4     |
| 8     | 5 a 9   | 8     |
| 0     | 0 a 4   | 0     |

## Economia
El 2007 la població en edat de treballar era de 159 persones, 117 eren actives i 42 eren inactives. De les 117 persones actives 103 estaven ocupades (60 homes i 43 dones) i 14 estaven aturades (8 homes i 6 dones). De les 42 persones inactives 12 estaven jubilades, 15 estaven estudiant i 15 estaven classificades com a «altres inactius».

### Ingressos
El 2009 a Remilly-les-Pothées hi havia 98 unitats fiscals que integraven 268 persones, la mediana anual d'ingressos fiscals per persona era de 15.013 €.

### Activitats econòmiques
Dels 2 establiments que hi havia el 2007, 1 era d'una empresa de construcció i 1 d'una empresa de comerç i reparació d'automòbils.
L'únic servei als particulars que hi havia el 2009 era un paleta.
L'any 2000 a Remilly-les-Pothées hi havia 19 explotacions agrícoles que ocupaven un total de 880 hectàrees.

## Poblacions més properes
El següent diagrama mostra les poblacions més properes.